# Ejército Irlandés de Liberación Nacional
- El nombre del grupo es una traducción del inglés. En el texto, tanto los acrónimos EILN e INLA, como además PRSI e IRSP, son intercambiables.

El Ejército Irlandés de Liberación Nacional (EILN) (en inglés: Irish National Liberation Army (INLA); en gaélico irlandés: Arm Saoirse Náisiúnta na hÉireann), originalmente llamado Ejército de Liberación del Pueblo (en inglés: People's Liberation Army, PLA), fue un grupo paramilitar republicano de Irlanda del Norte (aunque también ha actuado en la República de Irlanda) creado el 8 de diciembre de 1974. Políticamente orientado hacia el marxismo, el INLA era el brazo armado del Partido Republicano Socialista Irlandés, o "IRSP". Alcanzó su máximo apogeo durante la década de 1970 y principios de la de 1980. Aceptó el Acuerdo de Viernes Santo de 1998, aunque lo consideró más como otra tregua que una verdadera solución al conflicto de Irlanda del Norte. Durante su existencia es posible que colaborara con organizaciones como Catholic Reaction Force o el People's Republican Army, usándolos para evitar responsabilizarse de actos que no quisieran reivindicar. En 1983 el INLA fue declarado organización terrorista en la República de Irlanda. El Gobierno británico también lo catalogaba como una organización terrorista.

## Inicios de la lucha armada
El INLA fue fundado por antiguos militantes del IRA Oficial encabezados por Seamus Costello que habían abandonado o habían sido expulsados de la organización en vísperas del alto el fuego anunciado por su dirección en 1972. De fuertes convicciones marxistas y republicanas, Costello y sus seguidores se consideraban herederos de la tradición iniciada por James Connolly. Simultáneamente al INLA fue creado su brazo político, el Partido Republicano Socialista Irlandés (Irish Republican Socialist Party).
En sus primeros años, tanto el INLA como el IRSP fueron objetivos de ataques armados; el 20 de febrero de 1975 Hugh Ferguson, miembro fundador del INLA y del IRSP, fue asesinado por pistoleros pertenecientes al IRA Oficial, a lo que el INLA respondió tiroteando (sin resultado mortal) en Dublín a Sean Garland, por aquel entonces líder del IRA Oficial, el 1 de marzo. Poco después se firmó una tregua entre ambos grupos; no obstante, la violencia continuó, destacando el asesinato de Billy McMillen, comandante del IRA Oficial en Belfast; unos meses después, el miembro del INLA Brendan McNamee fue asesinado, aunque se sospecha que por miembros del IRA Provisional (PIRA).
Finalmente, el 6 de octubre de 1977 Seamus Costello fue asesinado en la calle North Strand de Dublín. Según algunos miembros del IRSP este acto "demostró" que Brendan McNamee había sido víctima de los provos y no de los oficiales.

## Campaña militar
A finales de la década de 1970 y principios de la siguiente, el INLA estableció su infraestructura en el norte del Úlster, en particular en el área de Divis Flats, al oeste de Belfast, zona que llegó a ser conocida como el "planeta del IRSP". Durante estos años, el INLA desbancó al IRA Oficial y se consolidó como segunda fuerza paramilitar, compitiendo con el IRA Provisional por la militancia armada republicana; ambos grupos realizaron ataques contra la RUC y el Ejército británico. El primer asesinato llevado a cabo por el INLA fue el de Airey Neave, el 30 de mayo de 1979, uno de los principales defensores de la primera ministra británica Margaret Thatcher en el Úlster. 
En 1980 Ronnie Bunting, uno de los miembros fundadores del INLA, y Noel Lyttle, ambos de origen protestante, fueron asesinados en casa del primero. Según fuentes del INLA, fueron asesinados por miembros del SAS británico. En 1982 el INLA bombardeó la estación de radar de Mount Gabriel en el condado de Cork, alegando que estaba siendo utilizado por la OTAN, lo que violaba la neutralidad oficial de la República de Irlanda. El 6 de diciembre de ese año tuvo lugar un ataque al Droppin' Well Bar de Ballykelly, en el condado de Derry, que era frecuentado por las tropas británicas acuarteladas en Shackelton; ésta fue la acción más mortífera del INLA, en la que murieron 11 soldados y 6 civiles.
Entre 1980 y 1981 varios presos del INLA participaron en las huelgas de hambre en defensa de la restitución a los presos paramilitares del Estatus de Categoría Especial, lo que los equiparaba a presos políticos. Patsy O'Hara, Kevin Lynch, y Michael Devine fallecieron durante la huelga, junto a otros 7 miembros del IRA Provisional, entre ellos el parlamentario del Sinn Féin Bobby Sands. Tras estos sucesos, el INLA y el IRSP adquirieron una gran popularidad.

## Declive
El 20 de noviembre de 1983 tres personas resultaron muertas en un tiroteo en Darkley, en el condado de Armagh, mientras asistían a los servicios religiosos en la Iglesia Pentecostal "Mountain Lodge". El asesinato fue reivindicado por la Catholic Reaction Force, un grupo del que formaba parte un militante de INLA, y en el que se encontró un arma procedente del arsenal de éstos. En el libro The IRA de Tim Pat Coogan se afirma que la pistola fue utilizada en un atentado contra un militante protestante, y el entonces jefe del Estado Mayor del INLA, Dominic McGlinchey, salió de la clandestinidad para condenar el asesinato.

### Disputas internas
Durante la década de 1980 los servicios secretos británicos, especialmente el Royal Ulster Constabulary (la antigua policía británica del Úlster) y el MI5 hicieron numerosos esfuerzos por infiltrarse en los grupos paramilitares en Irlanda del Norte, especialmente a través de supergrass (argot policial para los confidentes). La decisión de McGlinchey de ejecutar a Gerard "Sparkey" Barkley, militante del INLA sospechoso de colaborar con las autoridades británicas, llevó a Harry Kirkpatrick (otro miembro del INLA y amigo íntimo de Barkley) a convertirse en "supergrass". Las detenciones de militantes del INLA y la paranoia que provocaron acabaron con la unidad en el seno de la organización. 

### La ruptura de 1986

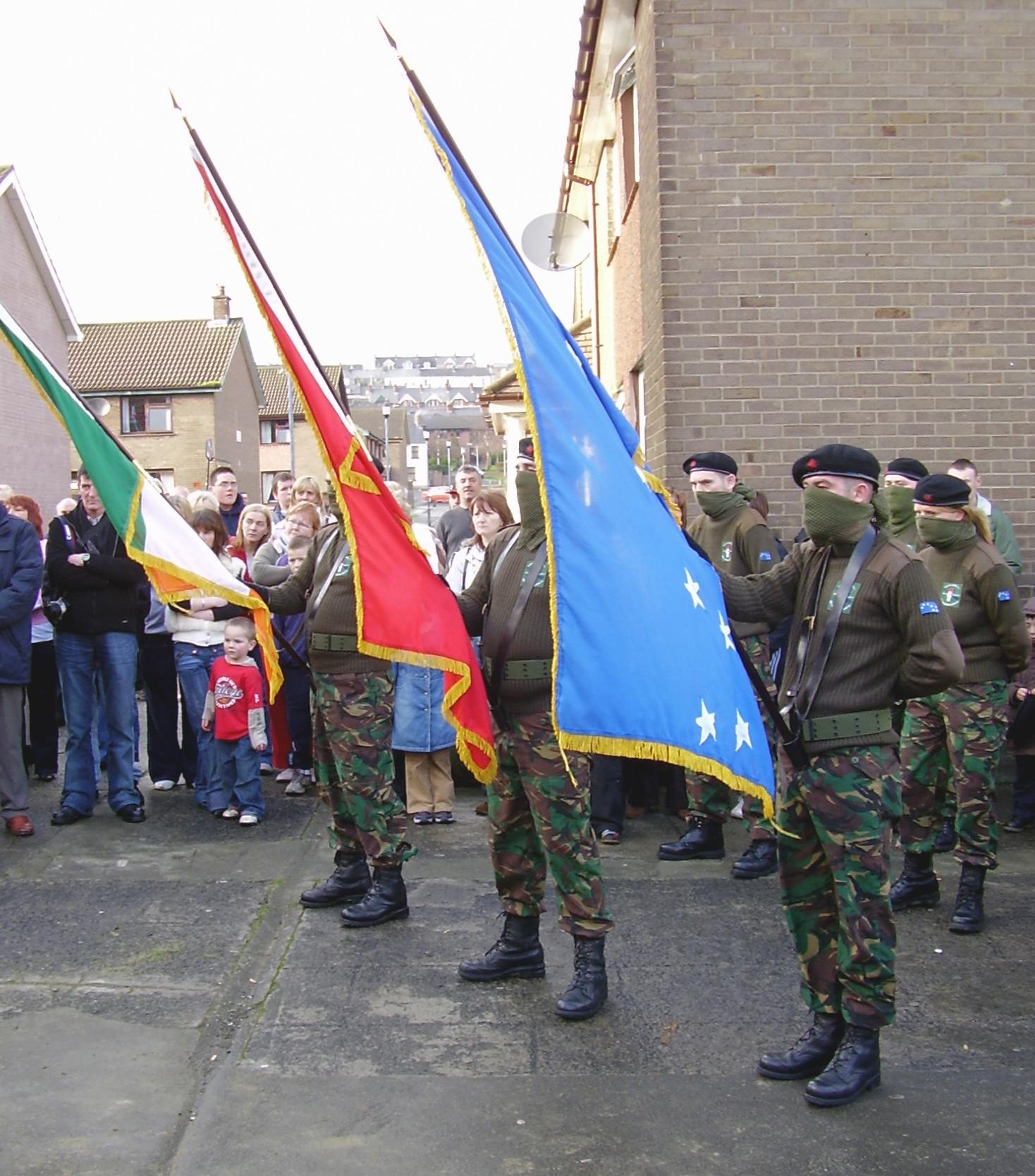
Militantes del INLA se muestran públicamente en el Bogside, Derry.

En 1986 un grupo de extremistas dirigido por Gerald Steenson abandonó el INLA y formó la Organización para la Liberación del Pueblo de Irlanda (IPLO). En un conflicto fratricida, la IPLO y el INLA intentaron eliminarse mutuamente. Steenson fue asesinado en marzo de 1987 por el INLA (aunque también se sospechó de los provisionales), tras lo que se llegó a un alto el fuego. La IPLO, que estaba implicada en asuntos de narcotráfico y se encontraba internamente muy dividida, acabó siendo eliminada de facto por el IRA Provisional a comienzos de la década de 1990.
La imagen pública del INLA siguió deteriorándose cuando el dentista dublinés John O'Grady fue secuestrado por Dessie O'Hare, antiguo miembro de la organización. O'Hare y sus hombres pidieron un rescate a su familia. Finalmente, éste fue detenido tras un tiroteo con la Garda Síochána (policía de la República de Irlanda).
En 1995 cuatro miembros del INLA, incluyendo su jefe de Estado mayor Hugh Torney, fueron detenidos en Balbriggan cuando realizaban una operación de compra de armas entre Dublín y Belfast. Tres de ellos, incluido Torney, proclamaron un alto el fuego a cambio de trato favorable; no obstante, este alto el fuego fue desestimado por el resto del INLA, que los expulsó de la organización.
Sin embargo, Torney y Dessie McCleery se negaron a reconocer su expulsión y formaron el grupo armado INLA/General Headquarters (INLA/Cuarteles Generales), asesinando al nuevo jefe de Estado Mayor del INLA, Gino Gallagher, el 30 de enero de 1996. El INLA vengó la muerte de Gallagher el mes de septiembre al asesinar a Torney, McCleery y John Fennel, además de Barbara, la hermana pequeña de Kevin McAlorum, por accidente. El propio McAlorum fallecería en 2004 en extrañas circunstancias.

### El asesinato de Billy Wright
El INLA estuvo a punto de truncar las negociaciones para el alto el fuego que darían pie al Acuerdo de Viernes Santo cuando, en diciembre de 1997, asesinaron a Billy Wright, jefe de la LVF en la prisión de Maze. El asesinato de Wright fue respondido por los lealistas con el ataque a una discoteca en Dungannon que se saldó con tres heridos y un muerto (este muerto era un antiguo miembro del IRA Provisional).

### Alto el fuego y cese de la lucha armada
El INLA anunció un alto el fuego el 22 de agosto de 1998. En él, reconoció los errores de la lucha armada y, aunque no se mostró partidario del Acuerdo de Viernes Santo, aceptó la decisión del pueblo irlandés.
Los informes elaborados por la Comisión Independiente de Observación indicaban que, hasta su abandono definitivo de las armas, el INLA mantenía un arsenal considerable y una infraestructura suficiente para mantener la lucha, pero que no parecía ser esa su intención. El informe mencionaba también los fuertes vínculos existentes entre el INLA y el crimen en Irlanda del Norte, especialmente en lo que se refiere al tráfico de drogas.
El 11 de octubre de 2009 la jefatura del INLA anunció el fin de la lucha armada, al entender que el objetivo de una República Socialista Irlandesa de 32 Condados podría lograrse mejor a través de medios políticos. El 6 de febrero de 2010 se procedió a hacer entrega de las armas; el plazo oficial para la entrega concluía el 9 de febrero, tras lo cual los miembros del INLA hubieran sido tratados como delincuentes comunes.

## Víctimas de la actividad paramilitar
Según la Sutton database de la Universidad del Úlster, el INLA habría sido responsable de la muerte de 113 personas durante los "troubles", entre 1969 y 2001. El INLA perdió a 33 de sus miembros durante el conflicto.
| Estatus                         | Muertes | Porcentaje |
| ------------------------------- | ------- | ---------- |
| Fuerzas de seguridad británicas | 46      | 41%        |
| Fuerzas de seguridad irlandesas | 2       | 2%         |
| Civiles                         | 39      | 34%        |
| Activistas políticos            | 3       | 3%         |
| Paramilitares republicanos      | 16      | 14%        |
| Paramilitares lealistas         | 7       | 6%         |

## Miembros del INLA muertos
A continuación, se ofrece una lista de los miembros del INLA que, bien abatidos por las fuerzas británicas, bien asesinados por grupos rivales como la IPLO o el IRA Oficial, o bien muertos realizando acciones armadas, cayeron entre 1975 y 1999:
- Hugh Ferguson (20 de febrero de 1975)
- Daniel Loughran (5 de abril de 1975)
- Brendan McNamee (5 de junio de 1975)
- Ronnie Trainor (15 de diciembre de 1975)
- Seamus Costello (5 de octubre de 1977)
- Colm McNutt (12 de diciembre de 1977)
- Thomas Trainor (8 de marzo de 1978)
- Anthony McClelland (16 de octubre de 1979)
- Miriam Daly (26 de junio de 1980)
- Ronnie Bunting (15 de octubre de 1980)
- Noel Lyttle (15 de octubre de 1980)
- Jim Power (7 de mayo de 1981)
- Matt McClarnon (12 de mayo de 1981)
- Patsy O'Hara (21 de mayo de 1981)
- Kevin Lynch (1 de agosto de 1981)
- Michael Devine (20 de agosto de 1981)
- Roddie Carroll (12 de diciembre de 1982)
- Seamus Grew (12 de diciembre de 1982)
- Neil McMonagle (2 de febrero de 1983)
- Brendan Convery (13 de agosto de 1983)
- Gerard Mallon (13 de agosto de 1983)
- Joe Craven (5 de diciembre de 1983)
- Paul "Bonanza" McCann (15 de junio de 1984)
- Michael Montgomery (1 de diciembre de 1984)
- John Gerard O'Reilly (20 de enero de 1987)
- Thomas "Ta" Power (20 de enero de 1987)
- Mary McGlinchey (30 de enero de 1987)
- Mickey Kearney (18 de febrero de 1987)
- Kevin Barry Duffy (21 de marzo de 1987)
- Emmanuel Gargan (21 de marzo de 1987)
- James McPhilemy (10 de agosto de 1988)
- Alex Patterson (12 de noviembre de 1990)
- Dominic McGlinchey (10 de febrero de 1994)
- Gino Gallagher (30 de enero de 1996)
- Dermot "Tonto" McShane (13 de julio de 1996)
- Patrick Campbell (10 de octubre de 1999)